# Aurora triomfant
Aurora triomfant (en llatí: Triumphant Aurora) és una pintura d'Evelyn De Morgan que representa la deessa romana Aurora, que trenca els grillons de la nit. Aurora es troba nua en la cantonada inferior dreta, coberta amb cordes acuradament cobertes de roses de color rosa. Ocupant dos terços de la pintura, hi ha tres àngels d'ales vermelles amb trompetes i túnica d'or. Enfrontada a Aurora, en la cantonada inferior esquerra, es troba la Nit de negre, agitant la seva negra túnica. El 1886 la pintura va ser exhibida en la Grosvernor Gallery de Londres.
Les flors disseminades al voltant d'Aurora i la pàl·lida resplendor del seu cos nu es contraposen a les vestidures ombrívoles de la Nit, i la postura frontal i oberta d'Aurora a l'anonimat de la Nit, que és apartada de l'espectador.
La pintura pertany avui dia al Museu i Galeria d'Art Russell-Cotes a Bournemouth. El fill de Merton Russell-Cotes, Herbert, la va comprar per al museu al voltant de l'any 1922 pensant que era un original d'Edward Burne-Jones, ja que un comerciant sense escrúpols havia pintat sobre la signatura les inicials de Burne-Jones per obtenir un preu més alt.
Segons la historiadora de l'art Elise Lawton Smith, la «postura letàrgica» d'Aurora pot significar el «seu estat de transició entre la nit/matèria i la llum/esperit en la qual passarà del torpor a una nova energia, anunciada pels tres àngels que toquen trompetes. El seu poder (o 'triomf', com suggereix el títol) deriva no del seu estatus mitològic, sinó del seu paper com a metàfora espiritualista».